# Дончо Дончев (художник)
Вижте пояснителната страница за други личности с името Дончо Дончев.
Дончо Дончев е български художник и илюстратор.

## Биография и творчество
Дончо Дончев е роден на 22 август 1974 г. в гр. Габрово, в семейство на учители. Завършва Средно Художествено училище в гр. Трявна (1993 г.) и магистратура във Великотърновския университет „Св. св. Кирил и Методий“ (2000 г.), специалност живопис при проф. Николай Русчуклиев.
Работи с различни материали, представя самостоятелни изложби, илюстрира книги и участва в музикални проекти, като рисува пред публика на сцена. Детството му преминава в гр. Дряново, където прави първите си изложби в Художествена галерия Дряново, читалище „Развитие“ и „Старото школо“ в гр. Трявна, още като студент. От 1997 г. излага свои работи в различни градове и държави, както и организира голям брой самостоятелни изложби.
От 2000 година работи в ателието си в София. Пътува в Европа за представяне на проектите си. Негови работи са излагани в Цюрих, Берн, Локарно, Лихтенщайн, Щутгарт, Лайпциг, Минден, Виена, Брюксел, Истанбул, Измир, Якобстад (Пиетарсаари), София, Пловдив, Варна, Габрово и др.

## Самостоятелни представяния
Някои от по-големите самостоятелни представяния:
- „Particle Metamorphoses“, ЦЕРН, Женева 2016
- Милано – Expo 2015, Павилион на „Corriere della Sera“ (Riflessioni) куратор Арминио Скиоли
- София, Комплекс „България“ Софийска филхармония (Metamorphoses) 2015
- Вадуц, Национален музей на Лихтенщайн (Logos-Mythos) 2015
- Цюрих, Petra Lossen Gallery (Logos-Mythos) 2014
- София, Arena di Serdica (Playing Cards) 2013
- Истанбул, Галерия на Ziraat Bank, 2011
- Измир, Галерия „Akademist“ (Прераждането на Сатира) 2007

## Изложби и рисуване на живо
По-големи музикални проекти с изложби и рисуване „на живо“:
- 2014 – Sofia Live Club – The Golden Project (Seventh Sense)
- 2014 – Русе, Доходно здание – The Golden Project (Seventh Sense)
- 2014 – Варна, Градска художествена галерия „Борис Георгиев“ – The Golden Project (Seventh Sense)
- 2015 – Пловдив, Камерна сцена – The Golden Project (Seventh Sense)
- 2015 – Добрич, Огледална зала – The Golden Project (Seventh Sense)
- 2015 – София, Комплекс „България“ – Metamorphoses
- 2015 – Минден, Германия – Форт А, The Golden Project & Anton Sjarov
- 2015 – Балчик, Балчишки дворец – The Golden Project (Seventh Sense)
- 2015 – Минден, Marienkirche – (Ноктюрно в синьо), музикални композиции на Антон Сяров

## Илюстрации
- 2015 – Ноктюрно в синьо – Музикален проект на Антон Сяров, обложка и илюстрации
- 2014 – Seventh Sense, дебютен албум на The Golden Project, обложка и илюстрации
- 2012 – Списание „Heavy Metal“ – текст Керим Сакъзлъ, изд. Аркабахче, Истанбул
- 2007 – Fatemate – графичен роман, текст Керим Сакъзлъ, Изд. Аркабахче, Истанбул
- 2007 – Стихове в картини – поезия, текст Керим Сакъзлъ, изд. Аркабахче, Истанбул
- 2007 – Прераждането на Сатира – поезия, текст Керим Сакъзлъ, изд. Аркабахче, Истанбул

## Проекти и участия
По-важни проекти и участия:
- „Riflessioni“ представен: Expo Milano 2015, павилион на вестник „Corriere della Sera“ куратор Арминио Скиоли; Arte in dirreta, Локарно, LDV Gallery
- „Logos Mithos“ представен: Вадуц, Национален музей на Лихтенщайн; Цюрих – Petra Lossen Gallery
- „Graphic Stage“ Виена, Viva Art Gallery
- „Metamorphoses“ София, Комплекс „България“
- „Playing Cards“ София, Arena di Serdica; Пловдив, Винария